# Grupo de Apoio ao Adolescente e à Criança com Câncer
Grupo de Apoio ao Adolescente e Criança com Câncer (Graacc) é uma instituição criada no Brasil com o objetivo de ajudar crianças e adolescentes com câncer. Está localizado na rua Pedro de Toledo, 572 - Vila Clementino - São Paulo - SP. Foi fundado em 1991 por Antônio Sérgio Petrilli, então chefe de setor de Oncologia do Departamento de Pediatria da Escola Paulista de Medicina; Jacinto Antonio Guidolin, então engenheiro voluntário; e Lea Mingione, experiente voluntário.

## Histórico e relevância
Fundado em 1991, o GRAACC surgiu com o objetivo de tratar casos de oncologia pediátrica. Até a sua formação, crianças que precisassem tratar de câncer na cidade de São Paulo eram, normalmente, encaminhadas para o 9º andar do Hospital São Paulo. O GRAACC surgiu a partir de casinhas localizadas na rua Botucatu, em frente à Escola Paulista de Medicina. A partir de 1998 foi levantado um prédio no local dessas casinhas e mais tarde, em 2013, um outro edifício foi construído e anexado (na rua Pedro de Toledo).
Atualmente possui parceria com a Universidade Federal de São Paulo, vinculado ao departamento de Pediatria da Escola Paulista de Medicina. Além da pediatria, a universidade colabora também com a área de cirurgia pediátrica, neurocirurgia e diversas outras especialidades, promovendo uma cooperação técnica e científica entre a UNIFESP e o Graacc. A assistência envolve atendimentos ambulatoriais, internações em enfermaria e Unidade de Terapia Intensiva, tratamentos em quimioterapia, radioterapia e também cirurgias. Composto por uma equipe multiprofissional, o Graacc possui fisioterapeutas, psicólogos, nutricionistas, enfermeiros e profissionais de diversas áreas da saúde, fornecendo um atendimento amplo e completo para os pacientes.  
Com mais de 900 transplantes de medula óssea realizados, o Hospital do Graacc é referência, na América Latina, em pesquisas e tratamentos  envolvendo o câncer infanto-juvenil. Só no ano de 2019 foram feitas mais de 22 mil quimioterapias, 1400 cirurgias e 35 mil consultas em mais de 4000 pacientes atendidos. Com atendimentos via SUS ou então por convênios médicos, o Graacc possui um grande apoio de doações de empresas, as quais possibilitam a manutenção dos serviços de assistência médica. 